# Junction (Teksas)
Junction – miasto w Stanach Zjednoczonych, w stanie Teksas, w hrabstwie Kimble. W 2000 roku liczyło 2 618 mieszkańców.